# Rhaphidostegium lithophilum
Rhaphidostegium lithophilum là một loài rêu trong họ Sematophyllaceae. Loài này được (Hornsch.) Broth. mô tả khoa học đầu tiên năm 1895.